# Geostiba impressula
Geostiba impressula är en skalbaggsart som först beskrevs av Thomas Casey 1906.  Geostiba impressula ingår i släktet Geostiba och familjen kortvingar. Inga underarter finns listade i Catalogue of Life.